# Vuelta a Murcia 2025
La Vuelta a Murcia 2025, ufficialmente Vuelta Ciclista a la Region de Murcia "Costa Calida", quarantacinquesima edizione della corsa e valida come evento dell'UCI Europe Tour 2025 categoria 1.1, si svolse il 15 febbraio 2025 su un percorso di 199,6 km, con partenza da Jumilla e arrivo a Murcia, in Spagna. La vittoria fu appannaggio dello svizzero Fabio Christen, il quale completò il percorso in 4h38'09", alla media di 43,056 km/h, precedendo il francese Aurélien Paret-Peintre e l'italiano Christian Scaroni.
Sul traguardo di Murcia 90 ciclisti, dei 124 partiti da Jumilla, portarono a termine la competizione.

## Squadre e corridori partecipanti
| N.    | Cod. | Squadra                     |
| ----- | ---- | --------------------------- |
| 1-6   | DAT  | Decathlon AG2R La Mondiale  |
| 11-17 | MOV  | Movistar Team               |
| 21-27 | UAD  | UAE Team Emirates           |
| 31-37 | XAT  | XDS Astana Team             |
| 41-47 | IWA  | Intermarché-Wanty           |
| 51-57 | VBF  | VF Group-Bardiani CSF-Faiz. |
| 61-67 | Q36  | Q36.5 Pro Cycling Team      |
| 71-77 | TUD  | Tudor Pro Cycling Team      |
| 81-87 | CJR  | Caja Rural-Seguros RGA      |

| N.      | Cod. | Squadra                |
| ------- | ---- | ---------------------- |
| 91-97   | BBH  | Burgos-Burpellet-BH    |
| 101-107 | EKP  | Equipo Kern Pharma     |
| 111-117 | TBF  | Team Flanders-Baloise  |
| 121-127 | TEN  | TotalEnergies          |
| 141-147 | EUS  | Euskaltel-Euskadi      |
| 151-157 | IBA  | Illes Balears Arabay   |
| 161-167 | PTL  | Petrolike              |
| 171-176 | PEC  | Project Echelon Racing |
| 181-187 | ESP  | Spagna                 |

## Ordine d'arrivo (Top 10)
| Pos. | Corridore         | Squadra   | Tempo    |
| ---- | ----------------- | --------- | -------- |
| 1    | Fabio Christen    | Q36.5     | 4h38'09" |
| 2    | A. Paret-Peintre  | Decathlon | s.t.     |
| 3    | Christian Scaroni | XDS       | s.t.     |
| 4    | C. Champoussin    | XDS       | s.t.     |
| 5    | Lorenzo Fortunato | XDS       | s.t.     |
| 6    | Nairo Quintana    | Movistar  | s.t.     |
| 7    | Isaac Del Toro    | UAE       | s.t.     |
| 8    | Tim Wellens       | UAE       | a 2"     |
| 9    | Adrià Pericas     | UAE       | a 5"     |
| 10   | Jordan Labrosse   | Decathlon | a 10"    |